# Kościół Podwyższenia Krzyża Świętego w Rudawce
Kościół Podwyższenia Krzyża Świętego w Rudawce (wcześniej Cerkiew św. Sawy w Rudawce) – kościół filialny parafii św. Stanisława w Birczy, należący do archidiecezji przemyskiej, była filialna cerkiew greckokatolicka. Drewniana budowla pochodzi z roku 1796. Od 1947 roku opuszczona, od 1967 jest świątynią rzymskokatolicką. Znajduje się w Rudawce, w gminie Bircza, w powiecie przemyskim.

## Historia
Świątynia została zbudowana jako cerkiew greckokatolicka w roku 1796, należała do greckokatolickiej parafii w Birczy. Była remontowana w XIX wieku. Po II wojnie światowej opuszczona, w 1967 roku przejęta przez rzymskich katolików i remontowana w latach 1971–1974, funkcjonuje jako kościół filialny pod wezwaniem Podwyższenia Krzyża Świętego rzymskokatolickiej parafii św. Stanisława w Birczy.

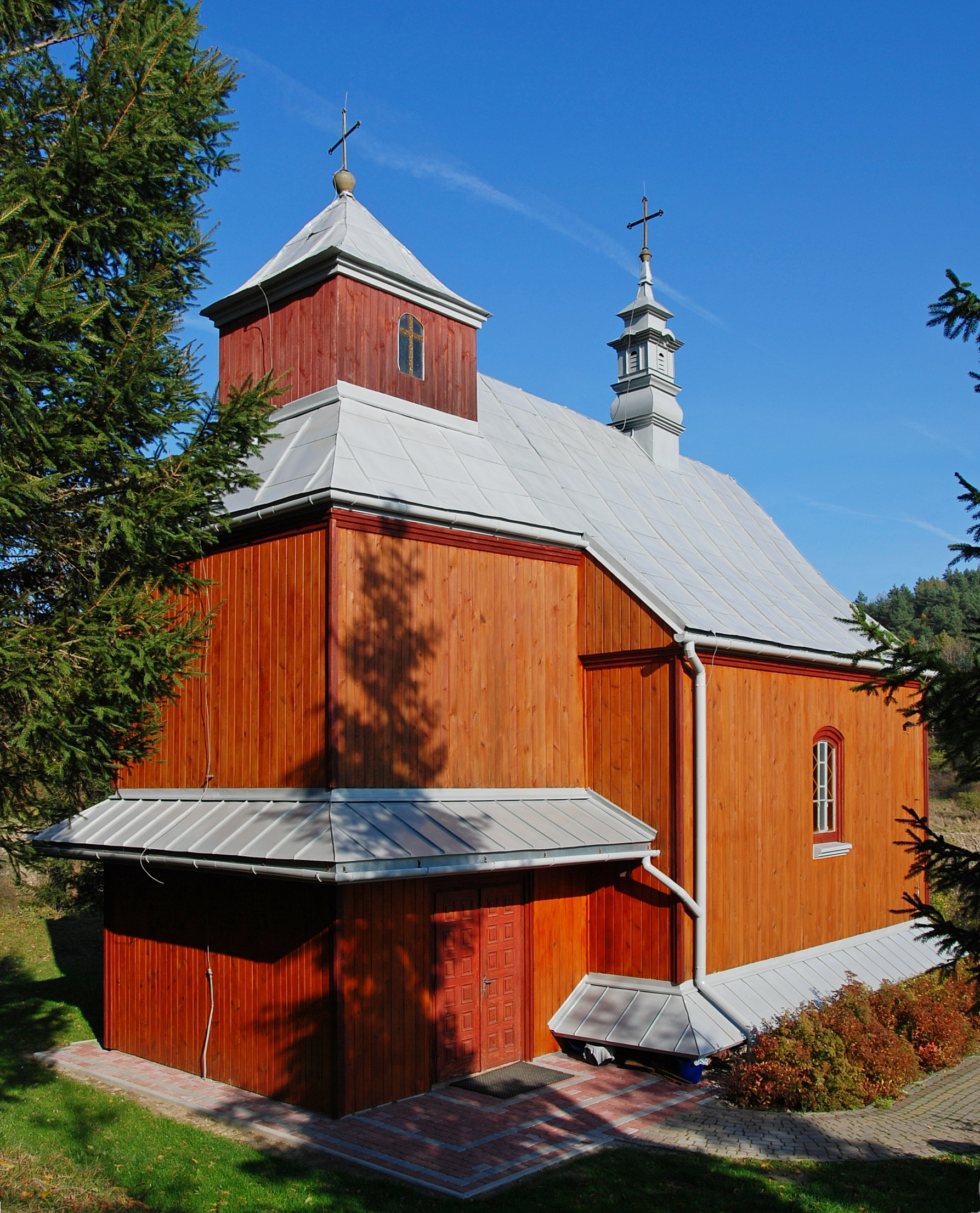
Elewacja frontowa
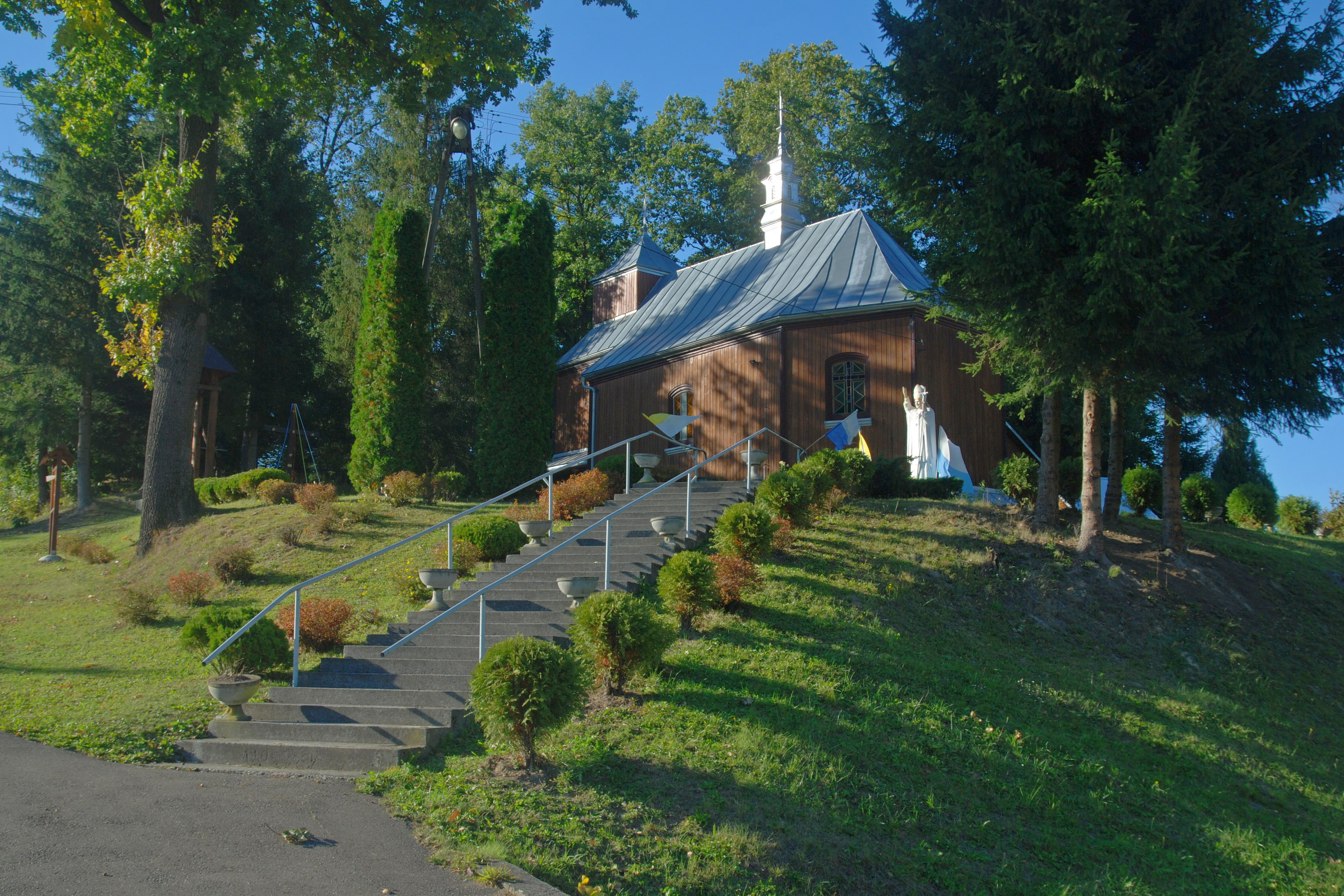
Widok ogólny
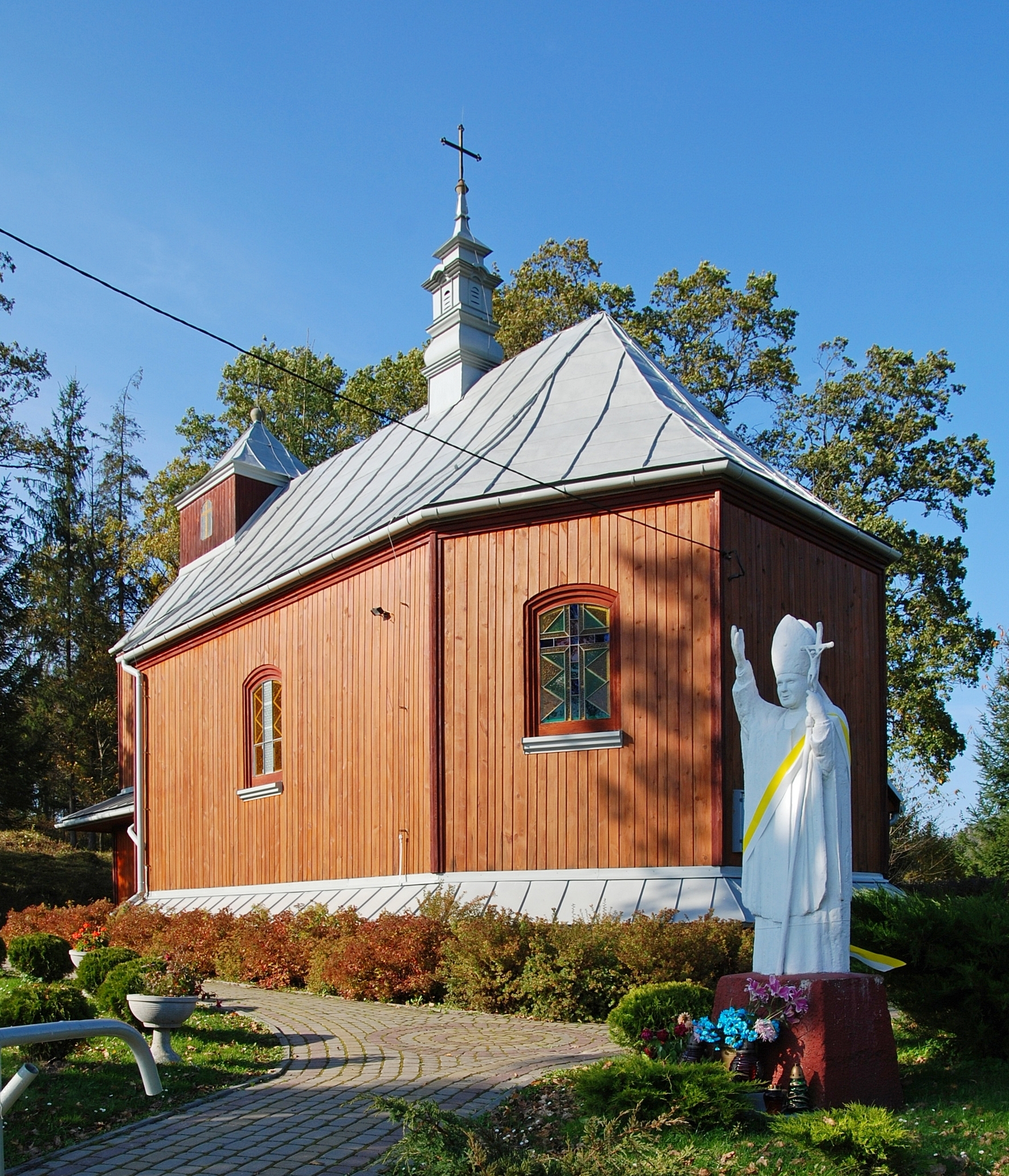
Elewacja wschodnia

## Architektura
Kościół to jednoprzestrzenna budowla o konstrukcji zrębowej z trójbocznie zamkniętym prezbiterium, nakryta siodłowym dachem z baniastym hełmem. Od strony wejścia znajduje się drewniana szkieletowa wieża połączona z budynkiem, w górnej części zwężona, z brogowym dachem.